# Натузиус, Герман Энгельгард фон
Герман Энгельгард фон Натузиус (9 декабря 1809, Магдебург — 29 июня 1879, Берлин) — германский землевладелец, натуралист, сельскохозяйственный деятель, зоолог, один из пионеров зоотехники в Германии, часто называемый одним из создателей современного животноводства и в особенности овцеводства в этой стране; преподаватель, научный писатель и общественный деятель в области сельского хозяйства.

## Биография
Родился в богатой семье в городе Магдебурге, вблизи которого находилось его известное по благоустройству имение Гундисбург. Изучал зоологию в Берлине. После завершения обучения в 1835 году стал преуспевающим заводчиком крупного рогатого скота, свиней, лошадей и особенно овец, а также занялся цветоводством; свой практический опыт излагал в научных работах. В 1840 году был за свою научную деятельность возведён в прусское дворянство. С 1870 года был сотрудником министерства сельского хозяйства Пруссии, некоторое время возглавлял Сельскохозяйственный институт в Берлине. С 1856 года на протяжении шести лет был директором центрального сельскохозяйственного общества в прусской провинции Саксонии, и в 1864 году здесь его усилиями был основан сельскохозяйственный институт в Галле и положено начало опытной станции. В 1868 году был назначен президентом прусской эконом-коллегии в Берлине, улучшив её организацию и начав работать в редакции журнала «Landwirthschafliche Jahrbücher» вместе с доктором Тилем. С 1859 года был членом Шведской академии сельского хозяйства.
Написал достаточно существенное число научных работ — почти всегда небольших, но пользовавшихся большим авторитетом. Ещё в период обучения в университете обнародовал результаты некоторых своих самостоятельных трудов в «Архиве» Вигмана и в журнале «Флора». Потом заведование имением сблизило его с разными отраслями сельского хозяйства, особенно же привлекала его зоотехника. В области скотоводства стал осваивать новые пути к улучшению домашних животных. Вопреки господствовавшему в 1850-х годах стремлению германских овцеводов к разведению электоральных[уточнить] овец придерживался мнения, что гораздо прибыльнее мясное овцеводство в связи с производством шерсти. Приобретя в Англии хороших соутсдоунских и лейчестерских производителей и разводя их частью в чистоте, частью скрещивая с мериносами, достиг значительных результатов. При посредстве вывезенной из Англии породы шортгорнов развил в немецком скоте способность к выкормке. Придавал не менее важное значение английским производителям и в коннозаводстве, но для разведения животных не полнокровных, а полукровных. В 1856 году издал работу «Ansichten und Erfahrungen ueber die Zucht von Schafen zum Zweek der Fleischproduction (Fleischschafen)», в 1857 году — «Ueber Schorthorn Rindvieh und Inzucht», в 1860 году — «Ueber die Rassen des Schweines» и "Ueber die Constanz in der Thierzucht и др. Эти труды выдержали несколько изданий. Получило известность также его сочинение «Vorstudien zur Geschichte und Zucht der Hausthiere, zunächst an Schweineschädel» (1864). Профессор Кесслер довольно подробно разобрал воззрения Натузиуса в статье «Некоторые заметки относительно истории домашних животных» («Труды Вольного Экономического Общества», том III, выпуск I, 1865). В 1872 году были изданы его публичные чтения о скотоводстве и познании пород («Vorträge ueber Viehzucht und Rassenkentniss»), ставшие своего рода учебником, в котором автор резко выступал против некоторых доктрин, долго господствовавших в немецкой зоотехнике. В том же году он издал серию настенных таблиц для изучения естественной истории в связи к сельским хозяйством, в которых им были даны разъяснения относительно остеологического различия пород. Такого же содержания был опубликованный в 1875 году трактат «О форме черепа крупного рогатого скота». Конец публичных лекций Натузиуса об овцеводстве и коневодстве был издан после смерти автора. В имении Гундисбург основал единственный в своем роде естественноисторический музей; в нём располагались зоологические и зоотехнические коллекции, богатое собрание шерсти, целые серии фотографий домашних животных. Из этих коллекций наибольшую ценность представляла коллекция черепов, перешедшая затем в сельскохозяйственный музей в Берлине. Разведение животных из выведенных им племён получило распространение во многих регионах Германии и Швеции.